# Džon Bari (kompozitor)
Džon Bari Prendergast (3. novembar 1933 – 30. januar 2011) bio je engleski kompozitor i dirigent filmske muzike. Komponovao je partiture za 11 filmova o Džejmsu Bondu između 1963. i 1987, a takođe je aranžirao i izveo „Džejms Bond teme” prvog filma u serijalu, Doktor No iz 1962. godine. On je napisao partiture nagrađene Gremi nagradama i Oskarima za filmove Ples sa vukovima i Moja Afrika, kao i muziku za britansku kultnu televizijsku seriju Nagovarači!, u karijeri koja je trajala više od 50 godina. Godine 1999, njemu je dodeljena britanska plemićka titula za službu u polju muzike.
Rođen u Jorku, Bari je proveo rane godine radeći u bioskopima u vlasništvu svog oca. Tokom svog vojnog roka sa Britanskom vojskom na Kipru, Beri je počeo da nastupa kao muzičar, nakon što je naučio da svira trubu. Po okončanju vojnog roka, on je osnovao vlastiti bend 1957. godine, Džon Bari Seven. Kasnije je razvio interesovanje za komponovanje i aranžiranje muzike, debitujući na televiziji 1958. godine. Njega su zapazili stvaraoci prvog filma o Džejmsu Bondu, Doktor No, koji su bili nezadovoljni muzikom za Džejmsa Bonda koju je napisao Monti Norman. Ovim je započeta uspešna asocijacija između Barija i Eon produkcije koja je trajala 25 godina.
Za svoj rad je primio brojne nagrade, uključujući pet nagrada Akademije; dve za film Rođen slobodan, i po jednu za Zimu jednog lava (za koji je osvojio i prvu nagradu BAFTA za najbolju filmsku muziku), Ples sa vukovima i Moja Afrika (oba su mu takođe donela Gremi nagrade). Takođe je dobio deset nominacija za Zlatni globus, jednom pobedivši za Najorginalniju muziku za film Moja Afrika 1986. Bari je 2001. završio svoj poslednji filmski rad, Enigma, i snimio uspešan album Večni odjeci iste godine. On se zatim koncentrirao uglavnom na nastupe uživo i zajedno sa Don Blekom napisao muziku za mjuzikl Brajtonski rok 2004. godine. Bari je 2001. postao saradnik Britanske akademije tekstopisaca, kompozitora i autora, a 2005. godine postao je istaknuti član Britanske akademije za filmske i televizijske umetnosti. Bari je bio oženjen četiri puta i imao je četvoro dece. U SAD se preselio 1975. godine i tamo živeo sve do smrti 2011. godine.

## Biografija

### Detinjstvo, mladost i obrazovanje
Džon Bari Prendergast je rođen u Jorku u Engleskoj. Njegova majka je bila engleskog porekla, a otac irskog. Majka mu je bila klasični pijanista. Njegov otac, Džon Zejvir „Džek” Prendergast, iz Korka, bio je projekcionista tokom ere nemog filma, koji je posedovao lanac bioskopa širom severne Engleske. Kao rezultat očevog posla, Bari je odrastao u i oko bioskopa u severnoj Engleskoj, a kasnije je izjavio da je to okruženje njegovog detinjstva uticalo na njegove muzičke ukuse i interese. Bari se školovao u školi Sent Peters u Jorku, a takođe je pohađao časove kompozicije kod Francisa Džeksona, orguljaša Jork Minstera.

## Filmografija

### Bondovi filmovi
- Dr. No (1962) – James Bond Theme
- From Russia with Love (1963)
- Goldfinger (1964)
- Thunderball (1965)
- You Only Live Twice (1967)
- On Her Majesty's Secret Service (1969)
- Diamonds Are Forever (1971)
- The Man with the Golden Gun (1974)
- Moonraker (1979)
- Octopussy (1983)
- A View to a Kill (1985)
- The Living Daylights (1987)

### Druge filmske numere
- Beat Girl (1960)
- Never Let Go (1960)
- The Cool Mikado (1962)
- The Amorous Prawn (1962)
- The L-Shaped Room (1962)
- Man in the Middle (1963)
- A Jolly Bad Fellow (1964)
- Séance on a Wet Afternoon (1964)
- Zulu (1964)
- Boy and Bicycle (1965)
- Mister Moses (1965) US
- Four in the Morning (1965)
- The Party's Over (1965)
- The Knack ...and How to Get It (1965)
- King Rat (1965) US
- The Ipcress File (1965)
- Born Free (1966)
- The Chase (1966) US
- The Wrong Box (1966)
- The Quiller Memorandum (1966)
- The Whisperers (1967)
- Dutchman (1967)
- Boom! (1968)
- Petulia (1968) US
- Deadfall (1968)
- The Lion in Winter (1968)
- The Appointment (1969) US
- Midnight Cowboy (1969) US
- Monte Walsh (1970) US
- The Last Valley (1970)
- They Might Be Giants (1971) US
- Murphy's War (1971)
- Walkabout (1971)
- Mary, Queen of Scots (1971)
- Alice's Adventures in Wonderland (1972)
- Follow Me! (1972)
- A Doll's House (1973)
- The Tamarind Seed (1974)
- The Dove (1974) US
- The Day of the Locust (1975) US
- King Kong (1976) US Italy
- Robin and Marian (1976) US
- The Deep (1977)
- First Love (1977) US
- The White Buffalo (1977) US
- Game of Death (1978)
- The Betsy (1978)
- Starcrash (1978) US
- Hanover Street (1979)
- The Black Hole (1979) US
- Somewhere in Time (1980) US
- Touched by Love (1980) US Canada
- Inside Moves (1980) US
- Night Games (1980) US
- Raise the Titanic (1980)
- The Legend of the Lone Ranger (1981) US
- Body Heat (1981) US
- Frances (1982) US
- Murder by Phone (1982)
- Hammett (1982) US
- The Golden Seal (1983)
- High Road to China (1983)
- The Cotton Club (1984) US
- Until September (1984) US
- Mike's Murder (1984) US
- Jagged Edge (1985) US
- Out of Africa (1985) US
- Howard the Duck (1986) US
- A Killing Affair (1986) US
- Peggy Sue Got Married (1986) US
- The Golden Child (1986) (only partially used in final cut) US
- Hearts of Fire (1987) US
- Masquerade (1988) US
- Dances with Wolves (1990) US
- Chaplin (1992)
- Year of the Comet (1992)
- Ruby Cairo (1992) US
- My Life (1993) US
- Indecent Proposal (1993) US
- The Specialist (1994) US
- Cry, the Beloved Country (1995)
- Across the Sea of Time (1995) US
- The Scarlet Letter (1995) US
- Swept from the Sea (1997) US
- Mercury Rising (1998) US
- Playing by Heart (1998) US
- Goodbye Lover (1998)
- Enigma (2001)
- The Incredibles (2004)

### Televizijske filmske numere
- Elizabeth Taylor in London (Gremi nominacija) (1963)
- Sophia Loren in Rome (1964)
- The Glass Menagerie (1973)
- Love Among the Ruins (1975)
- Eleanor and Franklin (1976)
- Eleanor and Franklin: The White House Years (1977)
- The War Between the Tates (1977)
- Young Joe, the Forgotten Kennedy (1977)
- The Gathering (1977)
- The Corn is Green (1979)
- Willa (1979)
- Svengali (1983)

### Televizijske teme
- Juke Box Jury (1959–1967)
- Dateline (1962)
- Impromptu (1964)
- The Newcomers (1965–1969)
- Vendetta (1966)
- The Persuaders! (1971–1972)
- The Adventurer (1972–1973)
- Orson Welles Great Mysteries (1973)
- Born Free (1974)
- USA Today: The Television Show (1988)

### Mjuzikli
- Passion Flower Hotel (1965)
- Lolita, My Love (1971)
- Billy (1974)
- The Little Prince and the Aviator (1981)
- Brighton Rock (2004)

### Drugi radovi
- Stringbeat (1961)
- Americans (1975)
- The Beyondness of Things (1999)
- Eternal Echoes (2001)
- The Seasons (no release date set)

### Singlovi
- "Hit and Miss" (1960)
- "Beat for Beatniks" (1960)
- "Never Let Go" (1960)
- "Blueberry Hill" (1960)
- "Walk Don't Run" (1960)
- "Black Stockings" (1960)
- "The Magnificent Seven" (1961)
- "Cutty Sark" (1962)
- "The James Bond Theme" (1962)
- "From Russia with Love"(1963)
- "Theme from 'The Persuaders'"(1971)

## Literatura
- Fiegel, Eddi (2012). John Barry: A Sixties Theme: From James Bond to Midnight Cowboy. London, UK: Faber & Faber.
- Leonard, Geoff, Pete Walker and Gareth Bramley (2008). John Barry – The Man with the Midas Touch. Bristol, UK: Redcliffe Press.

## Spoljašnje veze
- John Barry na sajtu  (jezik: engleski)
- Džon Bari на сајту Find a Grave (језик: енглески)
- John Barry Memorial Concert – Remembering Chet na sajtu
- John Barry Memorial Concert – The James Bond Theme na sajtu
- John Barry Memorial Concert – Goldfinger na sajtu
- John Barry Memorial Concert – We Have All The Time in the World na sajtu
- John Barry Memorial Concert – Complete Radio Broadcast na sajtu
- „John Barry: 15 facts about the great composer”. Classic FM. Приступљено 21. 6. 2015.
- „John Barry The Gstaad Memorandum”. Film score monthly. novembar 1996. Архивирано из оригинала 17. 10. 2006. г. Приступљено 1. 2. 2011.
- „University of York to award nine honorary degrees”. University of York. 21. 6. 2001. Архивирано из оригинала 5. 10. 2012. г. Приступљено 21. 6. 2011.
- „Movie music legend John Barry dies aged 77”. Mirror.co.uk. 1. 2. 2010.